# Djadochtatherium
Djadochtatherium is een uitgestorven zoogdier uit de familie Djadochtatheriidae van de Multituberculata. Dit dier leefde tijdens het Laat-Krijt in Centraal-Azië.  

## Fossiele vondsten
Djadochtatherium werd in 1925 beschreven door George Gaylord Simpson op basis van een schedel met onderkaken die in 1923 tijdens de Centraal-Aziatische Expedities waren gevonden in de Djadochtaformatie in Mongolië. Het was het eerste Mesozoïsche zoogdier uit Azië dat werd beschreven en de gevonden schedel was pas de tweede gevonden Mesozoïsche zoogdierschedel. Verdere preparatie van het gesteente uit 1923 leverde later ook vijf wervels, een deel van een schouderblad, een gedeeltelijk opperarmbeen, ribben en botjes van de voeten op.
De vondsten dateren uit het Campanien. 

## Kenmerken
De schedel van Djadochtatherium heeft een lengte van ongeveer 4,5 cm. Het was een middelgrote multituberculaat.